# Coffee Talk
Coffee Talk è una visual novel sviluppata dallo studio indipendente indonesiano Toge Productions e pubblicata il 29 gennaio 2020 per Microsoft Windows, macOS, Nintendo Switch, PlayStation 4 e Xbox One. Il gioco è stato distribuito in Giappone per Nintendo Switch un giorno dopo, il 30 gennaio 2020. Il gioco segue le vicende di un barista che lavora in una caffetteria situata in una versione fantasy di Seattle, ascoltando le preoccupazioni dei vari clienti e preparando loro delle bevande. Il gioco presenta un'estetica ispirata agli anime degli anni '90, alla pixel art e al genere musicale lofi chillhop.
Un sequel, Coffee Talk Episode 2: Hibiscus & Butterfly, è stato pubblicato il 20 aprile 2023.

## Trama
Il gioco racconta la storia di un barista, proprietario e unico dipendente di Coffee Talk, che è il nome della caffetteria. Essa si trova a Seattle, Washington, in una versione fantasy urbana del mondo reale popolata da un'ampia varietà di razze fantasy, come elfi, orchi, sirene e altre ancora. Diversi membri di queste razze sono i clienti abituali del negozio.
La trama del gioco si svolge nell'arco di due settimane, con ciascun giorno presentato come una vignetta in cui diversi personaggi visitano la caffetteria e condividono le proprie preoccupazioni con il barista e tra di loro.
I personaggi del gioco includono Freya, una giornalista del quotidiano fittizio The Evening Whispers e aspirante scrittrice di narrativa; Jorji, un poliziotto locale che frequenta regolarmente la caffetteria; Rachel, una nekomimi ed ex membro di una girl band che sta cercando di iniziare una carriera come musicista solista; Hendry, il padre di Rachel ed ex celebrità dell'industria musicale che vuole proteggere sua figlia; Neil, un alieno in visita sulla Terra con la missione di riprodursi con i suoi abitanti; Hyde, un vampiro immortale che lavora come modello; Gala, lupo mannaro e veterano di guerra che ha lavorato come guardia del corpo di Hyde e che ora cerca di guarire sé stesso dagli orrori del conflitto lavorando come infermiere; Myrtle, un orchessa molto dedita al lavoro, impegnata nello sviluppo del gioco fittizio "Full Metal Conflict"; Aqua, una giovane sirena molto timida ed estremamente appassionata di tecnologia, anche lei sviluppatrice di giochi indie e fan della serie "Full Metal Conflict"; e infine una giovane coppia composta dalla succube Lua e dall'elfo Baileys, il cui rapporto è ostacolato dalle loro famiglie a causa delle differenze razziali.

## Modalità di gioco
Coffee Talk è una visual novel e come tale il suo gameplay consiste principalmente nella lettura di dialoghi. Questi momenti di narrazioni vengono costantemente interrotti da un minigioco in cui il giocatore prepara diverse bevande utilizzando gli ingredienti disponibili nella caffetteria.
Alcune bevande offrono al giocatore la possibilità di realizzare disegni con la latte art. Le bevande preparate dal giocatore possono influenzare lo svolgimento degli eventi della trama, rendendo questo minigioco il principale mezzo di interazione con il gioco.
Il personaggio controllato dal giocatore può accedere al proprio smartphone in qualsiasi momento per visualizzare i profili social dei personaggi del gioco, consultare una lista delle ricette di bevande conosciute, leggere racconti brevi pubblicati nel quotidiano fittizio del gioco e cambiare la canzone in riproduzione.

## Sviluppo
Coffee Talk è stato sviluppato da Toge Productions. Secondo Lasheli Dwitri, responsabile delle pubbliche relazioni dello studio indie, l'obiettivo di Coffee Talk era quello di creare un mezzo in cui le persone potessero sentirsi a proprio agio e accolte, come se fossero sedute in un accogliente caffetteria sorseggiando una tazza di caffè.
Il programma televisivo giapponese Midnight Diner è stata la principale fonte di ispirazione per Coffee Talk. La trama di Midnight Diner ruota attorno a un cuoco che lavora in un ristorante che apre solo a mezzanotte e del suo coinvolgimento nelle vite dei clienti.
Per creare un "senso di appartenenza" con giocatori di tutto il mondo, il gioco include diverse bevande reali, come il masala chai dall'India, il teh tarik dalla Malesia e lo shai Adeni dallo Yemen. Una delle ragioni per cui Coffee Talk presenta un cast di creature fantastiche è quello di rappresentare esperienze di vita reale. Nonostante si tratti di personaggi fantasy, lo studio ha cercato di rendere i conflitti nel gioco il più realistici possibile.
Mohammad Fahmi, il principale creatore e sviluppatore di Coffee Talk, è deceduto nel marzo del 2022.

## Accoglienza
Scrivendo per Game Informer, Kimberley Wallace ha dato una recensione positiva del gioco, definendolo "un'esperienza interessante" e affermando che alcuni temi trattati nel gioco avrebbero potuto essere esplorati in modo più approfondito. Ha anche elogiato il design dei personaggi. 
Chris Moyse di Destructoid ha dato a Coffee Talk una recensione mista, definendo il gioco "un mix decisamente mal assortito", menzionando la mancanza di focus come aspetto negativo. Ha detto che le "filosofie casual del gioco possono a volte risultare difficili da digerire, ma la grafica eccezionale, le modalità secondarie divertenti e il prezzo conveniente suggeriscono che, per alcuni lettori, Coffee Talk risulterà comunque un gioco piacevole". 
In una recensione della versione per Nintendo Switch, Dom Reseigh-Lincoln si è espresso positivamente sul gioco, definendo il gameplay rilassante e soddisfacente, sebbene abbia criticato la breve durata della trama. 
Durante la 24a edizione dei DICE Awards, l'Academy of Interactive Arts & Sciences ha nominato Coffee Talk nella categoria "Outstanding Achievement for an Independent Game" (Miglior risultato per un gioco indipendente).

## Sequel
Un sequel, Coffee Talk Episode 2: Hibiscus & Butterfly, è stato annunciato il 31 agosto 2021. Una demo è stata pubblicata il 17 gennaio 2022. Il gioco completo è uscito il 20 aprile 2023 per Microsoft Windows, Nintendo Switch, PlayStation 4 e Xbox One.